# Fóthy Erzsi
Fóthy Erzsi (Győr, 1911. január 27. – 1949 után) színésznő.

## Életútja
Fischer Gyula és Bruck Flóra lánya. Középiskolai tanulmányait Sopronban végezte. A Színművészeti Akadémia első éve után a Nemzeti Színház ösztöndíjas tagja lett. 1928 tavaszán megnyerte Az Est Lapok tehetség-pályázatának egyik ezerpengős díját, aminek segítségével kiutazott Németországba és néhány hét alatt végigjárta a nevezetesebb német színházakat. 1928. december 18-án felléptették a Nemzeti Színházban, a Vízkereszt, vagy amit akartok Viola szerepében. 1929. szeptember 1-től a Vígszínház szerződtette tagjai sorába. 1933-ban a bécsi Volkstheater szerződtette, majd miután hazaérkezett, 1935-ben a Magyar Színházhoz szerződött. Férje Léner Jenő hegedűművész volt. Miután megözvegyült, 1949-ben New Yorkban élt, ahol férje halála után saját lábra kellett állnia, ezért kozmetikát tanult, ugyanis ebben a szakmában szeretett volna elhelyezkedni.